# 크누트 대왕의 잉글랜드 침공
1016년 가을, 에이리크 하코나르손의 지원을 받은 덴마크의 왕자 크누트 대왕 (카누트)과 토르켈 인 하비는 성공적으로 잉글랜드를 침공했다. 크누트의 아버지 스베인 튜구스케그는 이전에 잉글랜드를 정복하여 5주 미만의 짧은 기간 동안 통치했었다.

## 배경
스베인 튜구스케그는 1013년에 잉글랜드를 정복하여 잉글랜드의 애설레드 국왕을 그해 말에 망명하게 했다. 그러나 스베인은 1014년 2월 2일에 사망했고, 덴마크인들은 그의 아들 크누트를 국왕으로 선포했다. 한편, 잉글랜드 귀족들은 애설레드를 다시 불러들였고, 그는 1014년 여름까지 덴마크인들을 성공적으로 추방했다. 그해 여름 애설레드의 장남 애설스탠이 사망하여 그의 남동생 에드먼드가 잉글랜드 왕위 계승자가 되었다.
크누트는 잉글랜드 재정복을 위한 준비에 시간을 낭비하지 않았다. 덴마크의 동맹국 중에는 덴마크 왕실의 친척인 폴란드 공작 볼레스와프 1세 흐로브리도 있었다 (이후 국왕으로 즉위). 그는 일부 폴란드 병력을 빌려주었는데, 이는 겨울에 크누트와 그의 형제 하랄드가 어머니를 덴마크 궁정으로 데려오기 위해 "벤트인들 사이로 갔을 때" 한 서약이었을 가능성이 높다. 그녀는 995년 스웨덴 국왕 에이리크 인 시그르셀리의 사망과 그의 스웨덴 태후 시그리드 스토라다와의 결혼 이후 아버지에 의해 쫓겨났었다. 이 결혼은 스웨덴 왕위 계승자인 올로프 솃코눙과 그의 인척인 덴마크 통치자들 사이에 강력한 동맹을 형성했다. 스웨덴인들은 분명히 잉글랜드 정복의 동맹국 중 하나였다. 덴마크 왕실의 또 다른 인척인 에이리크 하코나르손은 라데의 백작이자 그의 형제 스베인 하콘손과 함께 노르웨이의 공동 통치자였다. 노르웨이는 999년 스볼데르 전투 이후 덴마크의 주권 하에 있었다. 에이리크의 침공 참여로 그의 아들 하콘이 노르웨이를 통치하게 되었다. 토르켈 인 하비는 1013년 스베인의 침공에 맞서 잉글랜드를 도왔음에도 불구하고 잉글랜드 재정복을 위해 크누트를 돕겠다고 맹세했다.
1015년에 옥스퍼드에서 대회의가 소집되었다. 그 동안 애설레드의 사위이자 머시아의 엘도르만인 에아드리크 스트레오나가 5개 자치구를 통치했던 잉글랜드에서 가장 강력한 텐스 중 두 명으로 묘사되는 시게퍼스와 모카르를 암살했다. 그들의 죽음 이후 애설레드는 시게퍼스의 미망인 에알드기트를 맘스베리에 감금했다. 이에 에드먼드는 아버지에게 공개적으로 반란을 일으켰다. 그는 에알드기트를 감금에서 풀어주고 그녀와 결혼했으며, 시게퍼스와 모카르의 땅을 점령하고 8월까지 아버지에게 대항하여 5개 자치구에서 군사 작전을 시작했다.

## 침공
1015년 9월, 크누트의 함대는 200척의 랑스킵에 10,000명의 스칸디나비아 군대를 태우고 잉글랜드로 출항했다. 크누트는 스칸디나비아 전역에서 온 전사들의 선두에 섰다. 침공군은 주로 용병으로 구성되었다.
앵글로색슨 연대기의 주요 증인 중 하나인 피터버러 연대기 원고에 따르면, 1015년 9월 초 크누트는 샌드위치에 도착하여 곧바로 켄트 주위를 항해하여 웨식스로 가서 프롬강 하구에 이르렀고, 도싯주와 윌트셔주와 서머싯주를 약탈했으며, 앨프레드 대왕 시대 이후 볼 수 없었던 강도로 작전을 시작했다. 엠마 왕비의 칭송의 한 구절은 크누트 함대의 모습을 보여준다:
거기에는 너무나 많은 종류의 방패가 있어, 모든 민족의 군대가 모인 것 같았다. ... 뱃머리에서는 금빛이 빛났고, 다양한 모양의 배에서는 은빛도 번쩍였다. ... 황금빛 광채로 무서운 적의 사자들, 황금빛 얼굴로 위협적인 금속 인간들, ... 황금빛 뿔로 죽음을 위협하는 배 위의 황소들을 보고도 그러한 군대의 왕에게 두려움을 느끼지 않을 자 누구인가? 게다가 이 위대한 원정에는 노예도, 노예에서 해방된 사람도, 천민도, 나이로 약해진 사람도 없었다. 왜냐하면 모두가 고귀하고, 모두 성숙한 나이의 힘으로 강했으며, 어떤 종류의 싸움에도 충분히 적합했고, 모두 너무나 빨라서 기병의 속도를 경멸했기 때문이다.— 엠마 왕비의 칭송

1015년 나머지 기간 동안 스칸디나비아 군대는 잉글랜드 남부를 황폐화시켰다. 코셤에 머물고 있던 애설레드는 중병으로 지휘할 수 없었다. 한편, 크누트는 많은 귀족 구성원들로부터 인질과 지원을 얻고 있었다. 에아드리크 스트레오나와 에드먼드는 각각 침공군에 대항하기 위해 별도의 군대를 모집했다. 비록 그들의 병력은 결국 합류했지만, 에아드리크는 에드먼드를 암살하려 시도했지만 실패했고, 그로 인해 군대가 분리되었다. 이어서 에아드리크는 왕실 함대에서 40척의 배를 설득하여 크누트에게 합류함으로써 잉글랜드의 대의를 배신했다. 12월 말 전쟁은 북쪽으로 옮겨갔고, 웨식스를 진압한 스칸디나비아 군대는 크릭레이드를 통해 템스강을 건너 머시아로 진군하여 워릭셔를 약탈하고 불태웠다. 에드먼드는 동쪽에서 그의 군대와 함께 기다리고 있었고 스칸디나비아인들을 공격할 계획이었지만, 그의 지휘하에 있던 머시아인들은 애설레드 국왕과 런던 시민들이 합류하지 않으면 덴마크 군대와 전투를 벌이는 것을 거부했다. 그 결과 군대는 해산되었다.
에드먼드는 더 큰 병력을 소집하여 런던으로 전령을 보내 아버지가 지휘하도록 촉구했다. 애설레드는 자신의 군대를 소집했고, 두 군대는 연합했다. 그러나 애설레드는 배신을 두려워하여 연합군을 다시 한번 해산했다.
에드먼드는 그의 군대의 잔당과 함께 노섬브리아로 가서 그의 처남인 노섬브리아의 엘도르만 용감한 우트레드와 합류했다. 그들은 함께 스태퍼드셔, 슈롭셔, 레스터셔를 포함한 에아드리크 소유의 땅을 황폐화시켰다. 반대편에서 크누트는 버킹엄셔, 베드퍼드셔, 헌팅던셔, 노샘프턴셔, 링컨셔, 노팅엄셔를 황폐화시켰고, 그 후에는 노섬브리아도 황폐화시켰다. 우트레드는 에드먼드의 대의를 포기하고 크누트에게 항복하기 위해 북쪽으로 서둘렀지만, 크누트의 선동으로 아마도 복수심 때문에 서랜드에 의해 살해되었다.
에드먼드는 런던 남쪽으로 돌아왔고, 그곳에서 애설레드는 4월 23일에 사망했다. 런던에 있던 잉글랜드 귀족들 중 가장 눈에 띄는 햄프셔의 애설프릭과 울프시텔 스닐링은 에드먼드를 국왕으로 선출했고, 사우샘프턴에 모인 나머지 귀족들은 크누트에게 충성을 맹세했다. 에드먼드는 군대를 소집하기 위해 웨식스로 서둘렀고, 덴마크인들은 5월 7일에 런던을 포위했다.

그들은 템스강 남쪽에 넓은 해자를 파고 배들을 다리 서쪽으로 끌어올렸다. 그리고 도시를 넓고 깊은 참호로 에워싸 모든 진입과 탈출을 차단하고 빈번하게 공격했다. 그러나 시민들은 용감하게 저항하며 그들을 성벽에서 멀리 쫓아냈다. 그리하여 당분간 포위를 풀었다. - 존 오브 우스터

에드먼드가 웨식스에서 징집병을 소집한다는 소식을 듣고, 그들은 서쪽으로 강행군하여 울창한 숲인 셀우드에서 잉글랜드 군대에 의해 가로막혔다.

## 펜셀우드 전투
전투는 5월 중순에서 한여름 사이의 어느 시점에 벌어졌다.
에드먼드가 이끄는 잉글랜드 군대는 펜셀우드 마을 근처에서 크누트의 군대를 격파했다. 이 전투는 스칸디나비아 문헌에는 언급되지 않는다.

## 셔스턴 전투
셔스턴 전투는 한여름 이후 에드먼드 2세가 이끄는 잉글랜드군과 스칸디나비아군 사이에 벌어졌다. 전투 결과에 대한 기록은 서로 상충되는데, 존 오브 우스터는 이를 잉글랜드의 승리로 기록한 반면, 엠마 왕비의 칭송은 토르켈 인 하비가 스칸디나비아군을 이끌었다고 언급하며 다른 주장을 한다.
전투 후 스칸디나비아인들은 런던을 다시 포위하기 위해 돌아갔고, 에드먼드는 더 큰 군대를 소집했다. 런던 시민들은 에드먼드가 포위를 풀 때까지 충분히 버텼고, 이틀 후 두 군대는 브렌트퍼드에서 다시 싸웠다.

## 브렌트퍼드 전투
브렌트퍼드 전투는 1016년 6월 중순 (셔스턴 전투의 대략적인 날짜)과 10월 (이후 오트포드 전투의 대략적인 날짜) 사이 어느 시점에 잉글랜드인과 스칸디나비아인 사이에 벌어졌다.
이 전투에서 잉글랜드는 승리했지만, 많은 병사들이 템스강에서 익사하여 큰 인명 피해를 입었다.

"그때 왕 [에드먼드]은 세 번째로 병력을 모아 템스강 북쪽을 따라 런던으로 갔고, 클레이행어를 지나 시민들을 구출하고 적들을 그들의 배로 몰아냈다. 이틀 밤 만에 왕은 브렌트퍼드에서 강을 건너 적과 싸워 그들을 도망치게 했다. 그러나 많은 잉글랜드인들이 부주의로 익사했다. 그들은 약탈을 목적으로 주력군보다 먼저 갔기 때문이다. (앵글로색슨 연대기)"

전투 후 에드먼드는 손실을 보충하기 위해 웨식스로 돌아갔고, 크누트는 이를 기회 삼아 런던을 다시 포위했지만, 너무 많은 사상자를 내고 머시아로 퇴각하여 약탈했다.

## 오트포드 전투
오트포드 전투는 켄트의 오트포드 마을 근처에서 벌어졌다. 스칸디나비아인들은 격파되어 잉글랜드군에 의해 셰피 섬으로 쫓겨갔다.
앵글로색슨 연대기에 따르면, 이때 에아드리크는 잉글랜드 편으로 다시 충성을 바꿨고, 그는 에드먼드에게 에일즈포드에서 스칸디나비아인들을 공격하지 말라고 설득했다고 한다.

## 애선던 전투
애선던 전투 (또는 에센든)는 1016년 10월 18일 두 군대 사이에 벌어졌다. 애선던이 북 에식스의 사프론 월든 근처의 애쉬돈인지, 아니면 오랫동안 추정되어 온 영국 남동 에식스의 로치포드 근처 애싱던인지에 대해서는 이견이 있다.
이 전투는 크누트 대왕이 이끄는 스칸디나비아인들의 승리였으며, 그들은 에드먼드 2세가 이끄는 잉글랜드 군대를 물리쳤다. 전투 도중, 잉글랜드 편으로의 복귀가 아마도 속임수에 불과했을 에아드리크 스트레오나는 자신의 병력을 전장에서 철수시켜 잉글랜드에게 결정적인 패배를 안겨주었다.
이 전투는 앵글로색슨 연대기에 다음과 같이 묘사되어 있다.

“왕이 군대가 집결했음을 알았을 때, 그는 다섯 번째로 모든 잉글랜드 민족을 모아 그들의 뒤를 따랐고, 에식스의 아싱던이라는 언덕에서 그들을 따라잡았다. 거기서 그들은 맹렬하게 충돌했다. 그때 앨더먼 에드리크는 예전에도 그랬듯이 — 그가 먼저 마이세베티아인들과 함께 도망치기 시작했고, 그리하여 자신의 본래 주군과 모든 잉글랜드 백성을 배신했다. 잉글랜드 전체가 그에게 대항하여 싸웠음에도 불구하고 크누트가 승리했다! 그곳에서 에드노스 주교와 울시 수도원장, 앨프리크 앨더먼, 린지 지방의 고드윈 앨더먼, 동앵글리아의 울프키텔, 그리고 앨더먼 애설시의 아들 애설워드가 살해되었다. 그리고 잉글랜드 민족의 모든 귀족들이 그곳에서 패배했다!” - 앵글로색슨 연대기 
이 전투는 크누트의 궁정 시인 중 한 명인 오타르 스바르티의 스칼드 시 한 구절을 인용한 크뉜틀링가 사가에 간략하게 언급되어 있다.
크누트 국왕은 덴마크 숲 북쪽의 아싱던이라는 곳에서 애설레드의 아들들과 세 번째 대규모 전투를 벌였다. 오타르의 말에 따르면:
아싱던에서, 그대는 잘 싸웠네
방패 전쟁에서, 전사-왕이여;
몸의 살은 갈색이 되어
피의 새에게 바쳐졌네:
학살 속에서, 그대는 승리했네,
폐하, 그대의 검으로
그곳에서 충분한 명성을 얻었네,
덴마크 숲 북쪽에서.

전투 도중, 도체스터의 주교인 에드노스 젊은이는 에드먼드 2세의 병사들을 위해 미사를 집전하던 중 크누트의 병사들에게 살해당했다. 리베르 엘리엔시스(Liber Eliensis)에 따르면, 에드노스의 손은 먼저 반지를 위해 잘렸고, 그 다음 그의 몸은 조각조각 잘려졌다. 울프시텔 스닐링르와 햄프셔의 애설프릭도 이 전투에서 사망했다.

## 올니 조약
애선던에서의 패배 후 에드먼드는 서쪽으로 도망쳤고, 크누트는 글루스터셔까지 그를 추격했다. 딘 숲 근처에서 또 다른 전투가 벌어졌을 가능성이 있는데, 에드먼드가 일부 웨일스인들과 동맹을 맺고 있었기 때문이다. 디어허스트 근처 올니라는 섬에서 귀족들의 설득으로 크누트와 에드먼드는 만나 평화 협상을 벌였다. 일부 자료에 따르면 에드먼드가 크누트에게 홀름강가를 제안했지만 크누트는 거부했다고 한다.
템스강 북쪽의 모든 잉글랜드 영토는 덴마크 국왕의 지배를 받고, 런던과 함께 남쪽의 모든 영토는 잉글랜드 국왕이 보유하기로 합의되었다. 전체 영토에 대한 통치권은 서로를 살아남는 자에게 넘어가는 것으로 결정되었다. 이러한 사건들은 앵글로색슨 연대기에 묘사되어 있다.

“이 전투 후에 크누트 국왕은 군대와 함께 글루스터셔로 갔고, 그곳에서 에드먼드 국왕이 있다는 소식을 들었다. 그때 앨더먼 에드리크와 그곳에 모인 참모들이 국왕들이 서로 평화 조약을 맺고 인질을 교환해야 한다고 조언했다. 그리하여 두 국왕은 디어허스트 남쪽 올니에서 만나 동맹을 맺고 맹세한 형제가 되었다. 그곳에서 그들은 서약과 맹세로 우정을 확고히 하고 군대의 봉급을 정했다. 이 계약을 맺고 그들은 헤어졌다. 에드먼드 국왕은 웨식스로 갔고, 크누트는 머시아와 북부 지역으로 갔다. 그리고 군대는 가지고 있던 물건들을 가지고 배로 돌아갔고, 런던 사람들은 그들과 평화 조약을 맺고 안전을 보장받았다. 그 후 그들은 배를 런던으로 가져와 그곳에서 겨울을 보냈다. 성 안드레아의 축일에 에드먼드 국왕은 사망했으며, 그는 글래스턴베리의 할아버지 에드거와 함께 묻혔다.”

에드먼드는 협상 몇 주 후인 11월 30일에 사망했다. 동시대 문헌들은 사망 원인을 밝히지 않았으며, 일부는 그가 전투에서 입은 부상으로 사망했다고 추정한다. 1080년경에 글을 쓴 아담 오브 브레멘은 에드먼드가 독살당했다고 주장하는 반면, 1140년경에 글을 쓴 맬머즈버리의 윌리엄은 그의 사망 원인은 알 수 없지만, 화장실에 앉아 있다가 암살당했다는 "소문"을 언급한다.

## 여파
에드먼드 2세의 사망으로 크누트는 잉글랜드의 단독 통치자가 되었다. 그는 에드먼드의 두 어린 아들을 스웨덴으로 추방하여 올로프 솃코눙 왕에게 살해당하게 했으나, 올로프는 비밀리에 그들의 목숨을 살려 헝가리로 보냈다. 그곳에서 그의 딸이 왕비로 있었다.
크누트는 그의 지휘관들에게 영토를 보상했다. 토르켈은 이스트앵글리아를, 에이리크는 노섬브리아를, 에아드리크는 머시아를 받았다. 그러나 에아드리크는 이후 1017년 크리스마스에 크누트의 명령으로 참수되었다.
크누트는 애선던 전투에서 사망한 병사들을 추모하기 위해 애선던 평야 근처에 교회, 예배당 또는 성지를 세웠다. 몇 년 후인 1020년, 애선던 미스터로 알려진 기념 교회가 애선던 전투 추정지 옆 언덕에 완성되었다. 이 교회는 오늘날까지 남아있다. 크누트는 주교들과 함께 애선던 미스터 봉헌식에 참석했으며, 그의 개인 사제인 스티간드를 그곳의 사제로 임명했다. 현재 이 교회는 성 안드레아에게 봉헌되었지만, 이전에는 군인 성인으로 여겨지던 성 미카엘에게 봉헌되었다고 믿어진다. 성 미카엘에게 봉헌된 교회는 종종 언덕에 위치한다.